# Touchin' on My
Singles de 3OH!3
Double Vision
(2010) You're Gonna Love This
(2012)
Pistes de Streets of Gold
We Are Young House Party
Touchin' on My est une chanson du duo américain 3OH!3, issue de leur troisième album studio Streets of Gold. Écrite par Sean Foreman ainsi que par Nathaniel Motte et produite par Matt Squire, elle est sortie sur le continent américain en format numérique le 20 janvier 2011, et est le troisième single de l'album. Dévoilé dans un premier temps comme premier single promotionnel le 18 mai 2010 sur l'iTunes Store, le morceau contient plusieurs éléments de rock électronique et de dance-pop.

## Structure musicale
Touchin' on My est un titre qui produit un usage créatif de « bips électroniques » en remplacement d'éventuels impiétés. Ces « bips » sont assez bien placés, de manière à sonner comme des effets créés pour la chanson. De ce fait, elle n'est pas sans rappeler Beep des Pussycat Dolls. Toutefois, une version non censurée dans laquelle il n'y aurait plus de bips pour masquer les possibles injures, existerait bien. Grâce à ce titre, le groupe effectue un retour aux sources vers les styles musicaux utilisés sur leur précédent album Want.

## Vidéo-clip
Le clip a été réalisé par Isaac Ravishankara en décembre 2010 . Il a été publié le jour de la sortie du single et est scénarisé de la façon suivante : Sean et Nathaniel se promènent dans différents endroits tout en chantant devant la caméra. Au début, un homme marchant en sous-vêtements dans la rue est aperçu, les membres du duo arrive à toute vitesse dans une voiture qui renverse cet homme. Pour s'adapter au thème de la chanson, quelques visages, des parties du corps et certaines scènes ont été floutés. Une scène montre le duo en train de marcher dans une pièce où une scène pour un film pornographique est, en toute évidence, en train d'être filmée. À la fin du clip, les deux membres sont vus en train de se disputer une bombe qui est sur le point d'exploser. Ceci est référence à la façon dont Touchin' on My et le floutage permanent du vidéo-clip sont exploités car le duo ne laisse pas tomber cette bombe parce qu'il en a été impliqué tout au long du morceau . Sean donne la bombe à Nathaniel, un fondu en noir apparaît alors car son explosion est imminente.

## Classement
Touchin' on My débute dans le Billboard Hot 100 le 29 mai 2010 à la 49e place et au Canadian Hot 100 à la 22e place.
| Classement (2010)              | Meilleure position |
| ------------------------------ | ------------------ |
| Canada (Hot 100)               | 22                 |
| États-Unis (Billboard Hot 100) | 49                 |